# Britain First
Gran Bretanya Primer (Britain First en anglès) és un partit polític ultradretà, i nacionalista britànic format el 2011 per antics membres del Partit Nacional britànic. El partit és dirigit per un antic regidor del BNP, Paul Golding, i va ser fundat per Jim Dowson, un activista anti-avortament vinculat a unionistes de l'Ulster.
Britain First fa campanya especialment en contra de la immigració massiva, la multiculturalitat i el que considera que és una islamització del Regne Unit i defensa la preservació de cultura britànica tradicional. El grup s'inspirà en el lleialisme de l'Ulster i té una vessant vigilante anomenada Força de Defensa de Primer la Gran Bretanya (en anglès Britain First Defence Force). Va atraure l'atenció amb accions directes com ara protestes davant els domicilis d'islamistes, suposades patrulles cristianes i "invasions" de mesquites al Regne Unit i destaca pel seu activisme a Internet.
S'han presentat a eleccions nacionals, europees i municipals però mai no han obtingut representació.